# Jale Dreloa
Jale Dreloa (21 de abril de 1995) é um futebolista fijiano que atua como defensor, atualmente defende o Suva FC.

## Carreira
Jale Dreloa fez parte do elenco campeão do Futebol nos Jogos do Pacífico de 2015, que deu a vaga olímpica para Fiji.
Ele fará parte do elenco da Seleção Fijiana de Futebol nas Olimpíadas de 2016.